# Melodifestivalen 1979

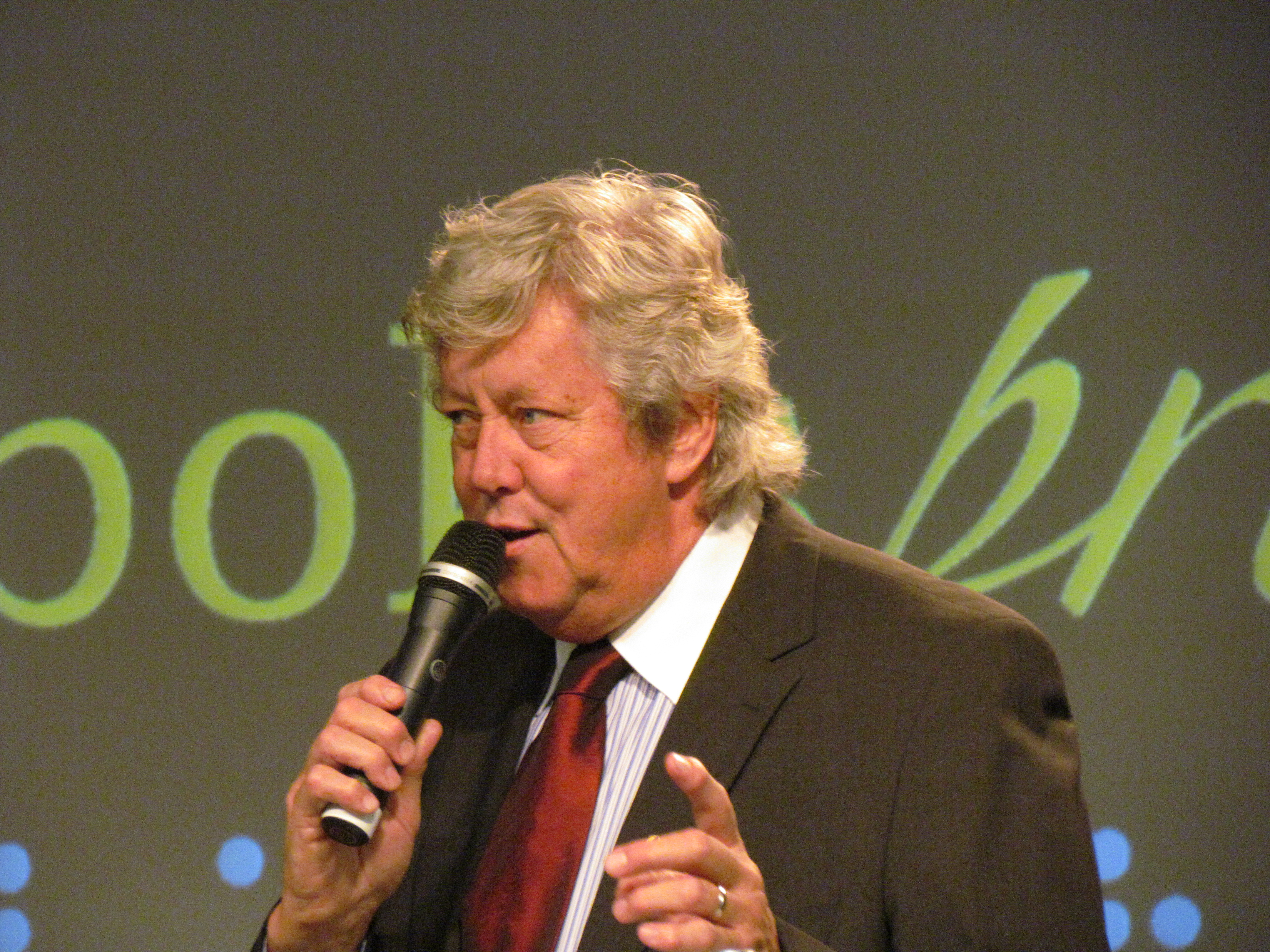
Presentador Ulf Elfving

El Melodifestivalen 1979 tuvo lugar el 17 de febrero en el Cirkus de Estocolmo. Por tercer año consecutivo, el presentador fue Ulf Elfving, mientras que la dirección de la orquesta corrió a cargo de Anders Berglund. 
Los rotativos suecos Aftonbladet y Expressen publicaron al día siguiente del festival un gran titular por el que sentenciaban que la canción equivocada se había hecho con la victoria, ya que consideraban las canciones de Tomas Ledin o de Eva Dahlgren como las merecedoras de dicho galardón.
Igualmente, la canción ganadora fue acusada de plagio por el músico Bosse Blombergh, el cual veía grandes similitudes con el tema «Hold the Line» de Toto.
| Nr. | Artista                       | Canción                        | Texto/Música                                       | Puntos | Posición |
| --- | ----------------------------- | ------------------------------ | -------------------------------------------------- | ------ | -------- |
| 1   | Ola+3                         | Det känns som jag vandrar fram | Ulf Wahlberg                                       | 85     | 3        |
| 2   | Tomas Adolphson y Anders Falk | Tillsammans                    | Tomas Adolphson y Anders Falk                      | 58     | 6        |
| 3   | Eva Dahlgren                  | Om jag skriver en sång         | Eva Dahlgren                                       | 85     | 3        |
| 4   | Tomas Ledin                   | Det ligger i luften            | Tomas Ledin                                        | 96     | 2        |
| 5   | Kjell Hansson                 | Mer än bara över natten        | Kjell Hansson                                      | 59     | 5        |
| 6   | Timjan                        | En egen fela                   | Peter Olsson y Anders Olsson                       | 39     | 9        |
| 7   | Pontus Platin                 | Nattens sång                   | Pontus Platin, Susanne Wigforss y Patrice Hellberg | 44     | 8        |
| 8   | Py Bäckman y Py Gang          | Var det här bara början?       | Py Bäckman                                         | 45     | 7        |
| 9   | Ted Gärdestad                 | Satellit                       | Ted y Kenneth Gärdestad                            | 105    | 1        |
| 10  | Magnus Uggla                  | Johnny the Rocker              | Magnus Uggla                                       | 22     | 10       |

## Sistema de votación
Cada jurado otorgaba de 1, 2, 3, 4, 5, 6, 7, 8, 10 a 12 puntos entre sus diez canciones favoritas.
| Artist         | Falun | Gotem. | Karlstad | Luleå | Malmö | Norrk. | Sunds. | Umeå | Växjö | Örebro | Estoc. | Total | Posición |
| -------------- | ----- | ------ | -------- | ----- | ----- | ------ | ------ | ---- | ----- | ------ | ------ | ----- | -------- |
| Ola+3          | 10    | 6      | 6        | 7     | 6     | 4      | 7      | 12   | 7     | 8      | 12     | 85    | 3        |
| Adolphson/Falk | 6     | 3      | 5        | 6     | 10    | 6      | 4      | 8    | 3     | 5      | 2      | 58    | 6        |
| Eva Dahlgren   | 8     | 12     | 10       | 2     | 4     | 7      | 6      | 10   | 8     | 12     | 6      | 85    | 3        |
| Tomas Ledin    | 12    | 10     | 12       | 10    | 8     | 10     | 10     | 3    | 6     | 7      | 8      | 96    | 2        |
| Kjell Hansson  | 7     | 5      | 2        | 1     | 3     | 8      | 8      | 7    | 10    | 3      | 5      | 59    | 5        |
| Timjan         | 3     | 4      | 3        | 3     | 7     | 2      | 5      | 2    | 1     | 2      | 7      | 39    | 9        |
| Pontus Platin  | 1     | 8      | 4        | 4     | 5     | 5      | 2      | 4    | 4     | 6      | 1      | 44    | 8        |
| Ted Gärdestad  | 5     | 7      | 7        | 12    | 12    | 12     | 12     | 6    | 12    | 10     | 10     | 105   | 1        |
| Magnus Uggla   | 2     | 1      | 1        | 5     | 1     | 1      | 1      | 1    | 5     | 1      | 3      | 22    | 10       |